# Ásine (Mesenia)

Mapa del sur del Peloponeso. La ciudad de Ásine se encontraba en la parte sudoccidental del golfo de Mesenia.

Ásine (en griego, Ἀσίνη) es el nombre de una antigua ciudad griega de Mesenia. 
Fue fundada por los dríopes, con ayuda de los lacedemonios, que habían sido desterrados de otra ciudad llamada Ásine en la Argólide cuando su territorio fue devastado por los argivos, hacia el año 720 a. C. En el siglo siguiente, después de la segunda guerra mesenia, los lacedemonios se repartieron toda Mesenia excepto la parte de Ásine.
Estrabón dice que era la primera ciudad que se encontraba al entrar en el golfo de Mesenia desde el cabo Acritas y por ello llamaba «golfo de Ásine» a la parte occidental del golfo. También dice que había algunos que creían que Ásine debía identificarse con la ciudad homérica de Antea. Pausanias ubica en Ásine un templo de Apolo y un santuario de Dríope, con una imagen, en cuyo honor sus habitantes dedicaban anualmente unos misterios. Sitúa la ciudad en la orilla del mar, a cuarenta estadios del cabo Acritas y a otros cuarenta de Colónides.
Se localiza en la actual población de Koroni. que no debe ser confundida con otra antigua ciudad griega llamada Corone.